# Regiunea Souss-Massa-Draâ
Regiunea Souss-Massa-Draâ a fost una dintre cele 16 unități administrativ-teritoriale de gradul I ale Marocului între 1997 și 2015. Reședința sa era orașul Agadir. În 2015, după ce i s-a alipit provincia Tata din regiunea Guelmim-Es Semara, a fost înlocuită cu regiunea Souss-Massa⁠(d).